# Амик
Амик в древногръцката митология е цар на тракийското племе Бебрики.
Син е на Посейдон и нимфата Мелия. Живеел във Витиния. Притежавал необикновена сила и бил отличен юмручен боец. Когато на брега на Витиния, пристигнали аргонавтите, за да попълнят запасите си от прясна вода, Амик ги предизвикал на бой. Полидевк, синът на Зевс, също добър боец, приел предизвикателството и победил Амик. Според едната версия го убил, а според другата пощадил живота му, но го накарал да обещае, че вече няма да погазва законите на гостоприемството.